# Bupalus michaellarius
Bupalus michaellarius är en fjärilsart som beskrevs av Charles E. Rungs 1941. Bupalus michaellarius ingår i släktet Bupalus och familjen mätare. Inga underarter finns listade i Catalogue of Life.